# 15949 Rhaeticus
15949 Rhaeticus (1998 BQ) là một tiểu hành tinh vành đai chính được phát hiện ngày 17 tháng 1 năm 1998 bởi E. Meyer và E. Obermair ở Davidschlag Observatory, Linz.